# La Coneja
La Coneja fue un concurso de apuestas deportivas que se desarrolló en Chile entre septiembre y noviembre de 1971 y que estaba asociado a la compra de colecciones de libros de autores nacionales. Tras la abrupta finalización del concurso y la huida del país de sus propietarios, el sistema fue considerado como una estafa.

## Historia
El 29 de julio de 1971 fue constituida la sociedad Ofertas Populares Ltda. por Óscar Castelblanco Alcaide y Enrique Correa Walker, con un capital inicial de 10 000 escudos y cuyo objeto era «la promoción de ofertas masivas o populares, por cuenta propia o ajena, de toda clase de bienes, mercaderías o servicios». El 3 de agosto ambos socios acordaron aumentar el capital a 100 000 escudos, y el mismo mes fueron inscritas ante el Departamento de Propiedad Industrial las marcas «Ofertas Populares» en la clase 81 (impresos no periódicos), y «La Coneja» y «Valores Literarios» en la clase 82 (publicaciones periódicas) bajo el conjunto de una «empresa comercial para la promoción de ventas, creación de concursos y sistemas de promoción de ventas en Santiago».
La primera publicidad de La Coneja en la prensa escrita de Santiago apareció el 22 de agosto de 1971. Mediante una campaña de intriga, durante los días siguientes fueron apareciendo diversos avisos impresos que consistían en el dibujo de una coneja antropomorfa —diseñada por el ilustrador Luis Ruíz Tagle— junto a frases de doble sentido, como por ejemplo «¡Te prometo emociones fuertes a mi lado...!», «No seas tímido ¡Ven!...nos divertiremos juntos...», «¡No te resistas!... conmigo serás feliz...» o «¡...soy tan, tan excitante!». Debido a las especulaciones por parte del público sobre lo que sería el nuevo producto o servicio, el 29 de agosto apareció en la prensa una aclaración señalando una lista de cosas que no serían La Coneja, entre ellos que no era una discoteca, una droga, un cabaret, una revista, una bebida o un criadero, entre otras teorías.
El 5 de septiembre de 1971 fueron publicados en la prensa escrita avisos a doble página que anunciaban el lanzamiento de La Coneja, que consistía en un «concurso popular» de apuestas deportivas asociado a la compra de una colección de libros de autores chilenos. Mediante el pago de 20 escudos semanales, los clientes adquirían una colección de 10 libros y a la vez recibían una tarjeta en la que se debía pronosticar la cantidad de goles que marcaría cada equipo en 9 partidos del torneo de Primera División; las tarjetas eran procesadas por IBM de Chile S.A.C. y se otorgaban puntos de acuerdo a los aciertos: 5 puntos por cada partido acertado con su cantidad exacta de goles y 3 puntos por cada partido acertado sin el número exacto de goles.

### Premios
Los premios que se planificaba entregar mediante el concurso de La Coneja eran los siguientes, de acuerdo a la cantidad de puntos obtenidos en la tarjeta de apuesta:
| Puntaje   | Premio | Cantidad |
| --------- | --- | -------- |
| 45 puntos | Una casa de 3 dormitorios, completamente amoblada, en el barrio alto. Un automóvil Fiat 125-S. Una casa en la playa, totalmente amoblada. Un yate. Un viaje alrededor del mundo vía Mak Tour, para dos personas. | 1        |
| 43 puntos | Un departamento de 2 dormitorios, completamente amoblado, en el barrio alto. Un automóvil Fiat 600. | 1        |
| 41 puntos | Una casa en la playa, completamente amoblada. | 1        |
| 40 puntos | Un viaje alrededor del mundo vía Mak Tour, para dos personas. | 1        |
| 39 puntos | Un automóvil Fiat 125-S. | 1        |
| 38 puntos | Un automóvil Fiat 600. | 3        |
| 37 puntos | Una semana en París para dos personas. | 3        |
| 36 puntos | Una semana en Río de Janeiro para dos personas. | 3        |
| 35 puntos | Un refrigerador de 10 pies. | 5        |
| 34 puntos | Un televisor de 23 pulgadas. | 5        |
| 33 puntos | Un televisor de 16 pulgadas. | 5        |
| 32 puntos | Una juguera Yalivan Mix. | 7        |
| 31 puntos | Una radio de sobremesa con F.M. | 7        |
| 30 puntos | Una radio a pilas. | 15       |
| 29 puntos | Un equipo de fútbol completo de La Coneja. | 25       |
| 28 puntos | Una pelota de fútbol N° 5, oficial. | 51       |
| 27 puntos | Un par de zapatos de fútbol. | 101      |
| 26 puntos | Una bolsa-equipo de La Coneja. | 120      |
| 25 puntos | Una camiseta de La Coneja. | 151      |
| 24 puntos | Un llavero de La Coneja. | 251      |
| 23 puntos | Un banderín de La Coneja. | 301      |

### Libros
La colección de 10 libros que se adquirían a través de La Coneja se denominaba «Valores Literarios», sus portadas estaban diseñadas por Luis Ruiz Tagle, los ejemplares fueron impresos en la Editorial Universitaria y estaba compuesta por los siguientes títulos:
- Estación al atardecer (poesías), de Juvencio Valle.
- La red (novela), de Luis Enrique Délano.
- El alba y su duelo (cuentos), de Luis Merino Reyes.
- El vulnerario (cuentos), de Edesio Alvarado.
- Cuando Pilato se opuso (ciencia ficción), de Hugo Correa.
- Arte de vida (novela), de Efraín Barquero.
- El signo de Caín y Discípulos del miedo (teatro), de Egon Wolff.
- Gente de carne y hueso (biografías), de Alfonso Alcalde.
- Un viaje a la Isla de Pascua (relatos de viaje), de Max Puelma.
- Antología de 5 poetas populares (Raimundo Navarro Flores, Abraham Jesús Brito, Ismael Sánchez Duarte, Pedro González, Lázaro Salgado), de Diego Muñoz Espinoza.

Los autores recibieron cada uno un pago de aproximadamente 50 000 escudos. Para la segunda colección de libros que tenía prevista La Coneja, se anunciaba la publicación de obras de Alfonso Alcalde, Pablo de Rokha, Antonio Avaria, Carlos Droguett, Poli Délano, Gonzalo Drago, Mario Ferrero Mate de Luna, Manuel Miranda, Franko Melo y Nicasio Tangol.

### Conflictos y desaparición
Luego que se revelara el objetivo de La Coneja —un juego de azar, los cuales estaban prohibidos a excepción de los autorizados por ley, disfrazado mediante la venta de libros—, el interés del público disminuyó, a la vez que la empresa encontró problemas legales. El 15 de septiembre se anunciaron los partidos de fútbol que formarían parte del primer sorteo, planificado para las Fiestas Patrias y realizado el 19 de septiembre. El director general de Deportes, Sabino Aguad, señaló que la legislación chilena vigente prohibía que se realizaran concursos en base a los resultados de partidos de fútbol tanto nacionales como extranjeros; dichas declaraciones fueron respaldadas por la Asociación Central de Fútbol (ACF) el 21 de septiembre.
El 15 de noviembre la ACF reiteró que la legislación vigente no permitía el funcionamiento de concursos como el de La Coneja sin la autorización correspondiente de las autoridades, al mismo tiempo que se anunciaba el proyecto de una «Polla del Deporte» —que buscaba financiamiento para los Juegos Panamericanos de 1975— y mencionaba el proyecto aprobado por la Comisión de Hacienda del Senado, que señalaba:

"Declárase que sólo en virtud de una ley se puede autorizar cualquier sistema de apuestas o juegos de azar en combinación con los resultados de las competencias deportivas nacionales, internacionales o extrajeras".
La Nación, 16 de noviembre de 1971

A mediados de noviembre de 1971 Castelblanco y Correa huyeron de Chile con el dinero recaudado, dejando alrededor de 3 a 4 millones de escudos en deudas a las imprentas y los escritores, además de premios no entregados a los ganadores en los sorteos, y las oficinas de La Coneja (ubicadas en la calle La Bolsa 76) permanecieron cerradas desde el 23 de noviembre. A partir de ese momento La Coneja es considerada como una estafa.